# Carl Zetterström (författare)
För andra personer, se Carl Zetterström.
Carl Bertil Erik Zetterström, född 23 juni 1950 i Stockholm, död 31 oktober 2005 i Stockholm, var en svensk författare, skribent, kåsör och konstnär.

## Biografi
Carl Zetterström var son till Erik (”Kar de Mumma”) och Marianne Zetterström (”Viola”). Själv var han verksam under pseudonymen ”Carl Z”. Han debuterade som författare 1968 med Varför lagar ni inte ert tak, Klosterhage?. Han var verksam som revyförfattare och kåserade i flera tidningar.
Zetterström hade en dotter, scenografen Hanna Zetterström Gradin (född 1973), gift med Bert Gradin, tillsammans med skådespelaren Birgitta Andersson som han länge levde samman med. I äktenskapet med juristen Christina Gummesson föddes sonen Gustav och dottern Carolina.
Carl Zetterström är begravd på Österhaninge begravningsplats.

## Filmmanus
- 1981 – Olsson per sekund eller Det finns ingen anledning till oro

## Teater

### Dramatik
- 1971 – Vad är det för fel på 1933 års modell?, revy, Scalateatern[3]
- 1972 – Sånt folk!, revy, Maximteatern[4]
- 1974 – Paviljongen, revy, Scalateatern[5]